# 가곡중학교 (충북)
가곡중학교는 충청북도 단양군에 있었던 공립 중학교이다.

## 학교 연혁
- 1971. 01. 09.	가곡중학교 6학급 설립 인가
- 1971. 03. 06.	가곡중학교 개교
- 2009. 03. 01.	가곡초등학교 · 가곡중학교 통합 운영
- 2016. 01. 04.	초등 제79회 졸업 12명(총 2,975명), 중등 제43회 졸업 10명(총 3,035명)
- 2016. 02. 05.	유치원 34회 졸업 7명 (졸업 415명, 수료 166명)
- 2016. 03. 01.	가곡초등학교 병설유치원 · 제49대 가곡초 · 제30대 가곡중학교 서주선 교장 부임
- 2016. 03. 02.	2016학년도 입학식(유치원 7명, 초등 5명, 중등 10명)
- 2017년 2월 28일: 폐교 및 인근 학교와 기숙형 중학교 단양소백산중학교로 통합[1], 46년만에 폐업

## 참고 자료
- 가곡중학교 - 한국교육학술정보원 학교알리미